# Друцкий-Соколинский, Михаил
Михаил Михайлович Друцкий-Соколинский (пол. Michał Drucki-Sokoliński; около 1540 — 1621) — государственный деятель Великого княжества Литовского.
Представитель русско-литовского княжеского рода, ветви князей Друцких.
В 1591-1605 служил маршалком оршанским, затем - каштеляном витебским (1605—1613), воеводой полоцким (1613—1621) и воеводой смоленским (1621).
В 1597 году получил в ленное владение езерищанское староство (ныне в составе Городокского района (Витебская область Беларуси).